# Vol Atlantic Southeast Airlines 2311
Le 5 avril 1991, le vol Atlantic Southeast Airlines 2311, un vol régional (commuter flight) régulier, effectué par un Embraer EMB 120 Brasilia entre Atlanta et Brunswick, en Géorgie, aux États-Unis, s'écrase au nord de l'aéroport de Glynco — depuis renommé aéroport Brunswick Golden Isles (en) —, alors qu'il effectuait son approche finale vers cet aéroport. 
Les 23 personnes présentes à bord de l'appareil furent tuées, parmi lesquelles l'astronaute de la NASA Sonny Carter et l'homme politique américain John Tower.
Quatre ans plus tard, un autre Embraer EMB 120 d'Atlantic Southeast Airlines, effectuant le vol 529, s'écrasa dans la campagne géorgienne dans des circonstances similaires, faisant dix morts et vingt blessés.

## Contexte

### Avion
L'appareil impliqué dans l'accident était un Embraer EMB 120 Brasilia (immatriculation N270AS) de fabrication récente, sorti des chaînes de production le 30 novembre 1990. Cet avion de transport régional était équipé de deux turbopropulseurs de type Pratt & Whitney Canada PW118A, recevant chacun une hélice Hamilton Standard RF-9. L'avion reçut son certificat de navigabilité standard lui autorisant le survol du sol américain le 20 décembre 1990. Il avait accumulé environ 816 heures de vol et 845 cycles avant l'accident,. 
Un seul élément de maintenance différé était noté dans les carnets de maintenance, celui-ci concernant une fuite de carburant provenant du carénage de l'unité de puissance auxiliaire (APU). Le souci technique n'étant pas pénalisant dans l'immédiat, le disjoncteur électrique de l'APU avait été désactivé le temps que des pièces détachées soient disponibles pour réparer son carénage. 
Comme la réglementation aérienne n'imposait pas encore leur utilisation à cette époque, l'avion ne disposait pas des deux enregistreurs de données habituellement présents dans les avions de ligne de plus grande taille : le Flight Data Recorder (FDR, enregistreur de données de vol) et le Cockpit Voice Recorder (CVR, enregistreur de voix du cockpit), aussi plus communément appelés « boîtes noires ».

### Équipage
Le commandant de bord Mark Friedline, âgé de 34 ans, fut embauché par la compagnie Atlantic Southeast Airlines en mai 1981. Il disposait de toutes les qualifications pour piloter trois modèles d'avions commerciaux, parmi lesquels le Brasilia. À l'heure de l'accident, il était estimé qu'il avait accumulé environ 11 724 heures de vol au total, dont 5 720 heures sur l'Embraer EMB 120. Il avait participé au développement de l'avion et à sa mise en service aux États-Unis, tandis qu'il avait été directement formé à son pilotage par le constructeur. Un inspecteur décrivit sa connaissance des systèmes aéronautiques comme étant « étendue » et ses techniques de pilotage comme « excellentes ».
Le copilote Hank Johnston, âgé de 36 ans, fut embauché par la compagnie Atlantic Southeast Airlines en juin 1988. Il était un instructeur de vol qualifié. Comme plus de six mois avaient passé depuis qu'il avait entrepris une inspection médicale de la Federal Aviation Administration (FAA) et qu'il avait reçu un certificat de première classe, son certificat de première classe fut automatiquement renvoyé vers un certificat de seconde classe. Cette certification de seconde classe était adaptée pour des activités de premier officier. À l'heure de l'accident, il était estimé qu'il avait accumulé environ 3 925 heures de vol au total, dont 2 795 heures sur l'EMB 120.
L'hotesse Cindy Crabtree, âgée de 30 ans, avait été embauchée par Atlantic Southeast Airlines en 1986.

## Accident
Le matin de l'accident, le commandant de bord et son copilote étaient arrivés en taxi à l'aéroport régional Dothan (en) vers 6 h 15 EST. Le chauffeur du taxi rapporta que l'équipage était en forme et avait facilement engagé la conversation. L'équipage effectua un premier vol vers Atlanta, puis effectua une rotation vers Montgomery, en Alabama, avant de revenir sur Atlanta. Après ce vol, l’équipage avait une période de repos programmée pour environ deux heures et demie, pendant laquelle ils furent décrits comme étant en forme et bavards.
Le vol 2311 devait initialement être réalisé par un autre Embraer EMB 120, immatriculé N228AS,, mais cet appareil dut faire face à des problèmes mécaniques et le vol fut transféré au N270AS. Le jour du crash, ce dernier avait déjà effectué quatre vols, sans toutefois montrer le moindre signe de défaillance. Le vol 2311, alors effectué par le N270AS, décolla de l'aéroport international Hartsfield-Jackson d'Atlanta à 13 h 47, avec 23 minutes de retard sur l'heure prévue. Le vol dévia légèrement de sa route menant à Brunswick, en raison d'une météo dégradée. Peu après 14 h 48, l'équipage confirma au centre de contrôle du trafic de Jacksonville que l'aéroport était en visuel, et le vol 2311 fut autorisé à effectuer une approche à vue sur l'aéroport de Glynco, ce que l'équipage confirma.
La dernière transmission reçue provenant du vol 2311 fut celle effectuée vers le gestionnaire d'Atlantic Souteast Airlines, qui rapporta que l'équipage avait effectué une communication « en interne » avec la compagnie aérienne et que le pilote n'avait donné aucun signe que l'avion était sujet à des ennuis mécaniques. Des témoins rapportèrent avoir vu l'avion approcher à vue de l'aéroport à une altitude bien plus faible de la normale. Plusieurs témoins affirmèrent que l'avion les avait survolés à une hauteur comprise entre 100 et 200 pieds (30,5 et 70 m) au-dessus du sol.

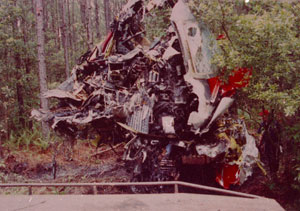
L'épave de l'appareil, après le crash du vol 2311.

D'après la plupart des témoins interrogés, l'avion se mit soudainement à basculer sur la gauche, jusqu'à ce que ses ailes deviennent perpendiculaires au sol. L'avion descendit ensuite, le nez pointé vers le sol, puis disparut de leur vue derrière des arbres situés près de l'aéroport. Un témoin apporta aux enquêteurs qu'il vit une bouffée de fumée émaner de l'avion avant ou juste après sa forte inclinaison en roulis vers la gauche. D'autres rapportèrent avoir entendu de forts bruits au niveau des moteurs, ressemblant à un couinement ou un gémissement, ou un moteur partant subitement en surrégime ou accélérant fortement, pendant les derniers instants du vol, bien que ces sons aient apparemment cessé ou fortement diminué avant l'impact de l'avion avec le sol, à seulement deux miles (environ 3,2 km) de la piste.
Un des témoins interrogés par le Conseil national de la sécurité des transports américain (NTSB, National Transportation Safety Board), un pilote conduisant sur une route au sud-ouest de l'aéroport, raconta aux enquêteurs qu'il vit l'avion en conditions de vol normales à des altitudes normales, et qu'il pensa que l'approche n'était pas anormale. L'avion effectua un virage à 180° depuis le côté gauche de l'approche puis continua à tourner. Il vit ensuite l'avion tanguer légèrement, avant de s'incliner en roulis sur la gauche jusqu'à ce que les ailes deviennent verticales. L'avion se tourna ensuite nez vers le bas et percuta le sol. Il ne vit aucun feu ou fumée pendant le vol et pensait que les deux hélices étaient en rotation.

## Enquête

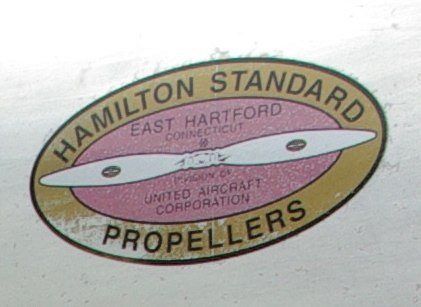
Le logo du constructeur Hamilton Standard, qui avait fabriqué l'unité de contrôle de l'hélice défaillante.

Une enquête effectuée par le NTSB détermina initialement qu'une défaillance des surfaces de contrôle, incluant un blocage des ailerons ou de la gouverne de lacet ou un déploiement asymétrique des volets, ne pouvait pas être la cause de l'accident, après avoir constaté que sur simulateur, de nombreux pilotes avaient réussi à conserver le contrôle de l'avion en étant soumis à ces défaillances. Une panne d'un ou des deux moteurs fut également écartée des suspects potentiels, après une inspection minutieuse de ceux-ci ne révélant aucun problème les concernant. Les enquêteurs découvrirent que les « circonstances de cet accident indiqu[aient] que des conditions sévères de poussée asymétrique avaient causé une inclinaison sur la gauche qui avait mené à la perte de contrôle de l'avion. L'enquête du Conseil de sécurité avait examiné tous les évènements possibles qui auraient pu causer cette perte de contrôle. Les inspections des moteurs et des hélices indiquaient que les moteurs fonctionnaient normalement mais qu'une défaillance du système de contrôle de l'hélice s'était produite », ce qui amena l'angle d'incidence des pales (le « pas ») de l'hélice gauche presque à la perpendiculaire de la direction du vol, créant alors une poussée insuffisante et une forte traînée du côté gauche de l'appareil.

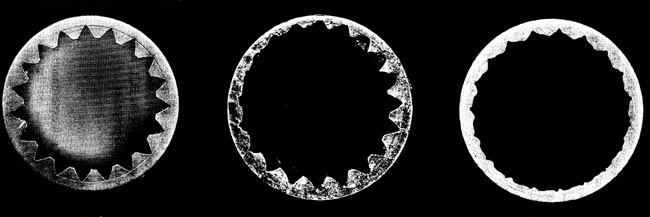
Le mécanisme de contrôle de l'hélice gauche du vol 2311, montrant l'usure anormal au fil du temps.

Le NTSB effectua un vol d'essai à bord d'un EMB 120 ayant le mécanisme de contrôle du pas d'hélice gauche réglé à des conditions mécaniques similaires, mais avec une bride empêchant tout de même les pales de l'hélice de pivoter en dessous d'un angle de 22°, afin de ne pas mettre inutilement en danger l'équipage de l'appareil. Il fut découvert que l'équipage n'aurait pas pu déceler le moindre problème avec l'avion tant que le pas de l'hélice serait calé entre 24 et 26°. Ils déterminèrent ensuite que l'avion « serait devenu très difficile à contrôler après que les pales de l'hélice aient franchi la bride installée à 22°. Il était alors fort probable que les pilotes du vol 2311 n'aient remarqué aucun problème avec l'avion jusqu'à ce que l'hélice commence à entrer en survitesse et que cela affecte le contrôle en roulis ». Ainsi, l'équipage n'aurait pas pu déclarer une urgence car l'évènement était très soudain. Les pales de l'hélice de l'avion accidenté se calèrent en fait à un angle de seulement 3°, au lieu des 79.2° normalement ordonnés pour une mise en drapeau, ce qui laisse comprendre que les deux pilotes n'avaient aucune chance de récupérer leur appareil et éviter le crash.
Dans le rapport final d'enquête du NTSB, il fut reconnu que les pratiques de la compagnie Atlantic Southeast Airlines en matière de surcharge de travail des pilotes n'étaient pas directement responsables de l'accident. Il fut cependant estimé que les pilotes n'eurent droit qu'à cinq ou six heures de sommeil, violant ainsi les règlementations aériennes fédérales. Ces pratiques soulevèrent des inquiétudes au sujet de la compagnie Atlantic Southeast Airlines, ainsi que d'autres compagnie aériennes du secteur des vols de banlieue, qui « programmaient des périodes de repos réduites pour environ 60 % des escales lors de leur exploitation quotidienne. Le NTSB pensait que cette pratique était incompatible avec le niveau de sécurité prévu par les règlementations, qui devait permettre des périodes de repos réduites seulement comme une éventualité à une perturbation d'horaire, et avait le potentiel de nuire la santé et les performances des pilotes ».

### Cause probable
Le 28 avril 1992, le NTSB publia son rapport d'accident final, incluant la détermination des causes de l'accident :

« Le Conseil national de la sécurité des transports détermine que la cause probable de cet accident est la perte de contrôle en vol, résultant d'une défaillance de l'unité de contrôle de l'hélice du moteur gauche, qui a permis aux pales de descendre en dessous de la position de « ralenti vol ». Ont contribué à l'accident le défaut de conception de l'unité de contrôle d'hélice de Hamilton Standard et sa validation par la FAA. Le système n'a pas correctement évalué le mode de panne qui est apparu pendant ce vol, ce qui a résulté en un mouvement non-voulu et totalement incorrigible des pales de l'hélice gauche de l'avion à des valeurs en dessous de celles prévues pour le ralenti en vol »

## Passagers notables
Parmi les 23 personnes mortes dans l'accident figuraient l'ancien sénateur du Texas — et chef de la Commission Tower pour l'Affaire Iran-Contra — John Tower, sa fille Marian, l'astronaute américain Sonny Carter, le Dr Nicholas Davies de l'American College of Physicians (en) et le Dr June T. Amlie, agent de liaison de l'OTAN,.
Deux enfants, Brian et Laura Birdsong, respectivement âgés de neuf et six ans, trouvèrent également la mort dans l'accident. Une statue fut érigée en leur mémoire au zoo d'Atlanta.

## Documentaire télévisé
Cet accident aérien est décrit et analysé dans la série documentaire « Air Crash », saison no 15, épisode no 9 : « Impact explosif », paru en 2016 sur la chaîne National Geographic Channel.